# El Sunyer de Dalt
El Sunyer de Dalt és una masia de Tavertet (Osona) inclosa a l'Inventari del Patrimoni Arquitectònic de Catalunya.

## Descripció
Masia d'estructura sòlida que presenta tres annexes i un petit pou. Un d'aquests annexes, situat a l'angle NO, és modern i utilitzat com a garatge. El cos original està adossat parcialment al pendent del terreny pel sector nord. La coberta és a dues vessants amb el carener perpendicular a la façana de tramuntana. La façana principal presenta un eix de simetria respecte al portal principal que és allindat. La façana sud té el portal, també allindanat, als baixos i a la planta baixa i el primer pis hi ha un balcó sense voladís. Totes les obertures tenen els emmarcaments de pedra picada, igual que els escaires de la façana nord. El parament és molt regular però a la façana sud hi ha variacions, com si es tractés de diverses fases constructives. La llinda del portal principal està datada (1787).

## Història
Masia del segle xviii documentada des del segle xii. Es troba registrada en els fogatges del "Castell y terme de Tavertet fogajat a 5 de octubre 1553 per Joan Montells balle, Pere Closes y Climent Parareda promens com apar en cartes 223" on consta un tal "Bartomeu Sunyer".